# Rittberg-Krankenhaus

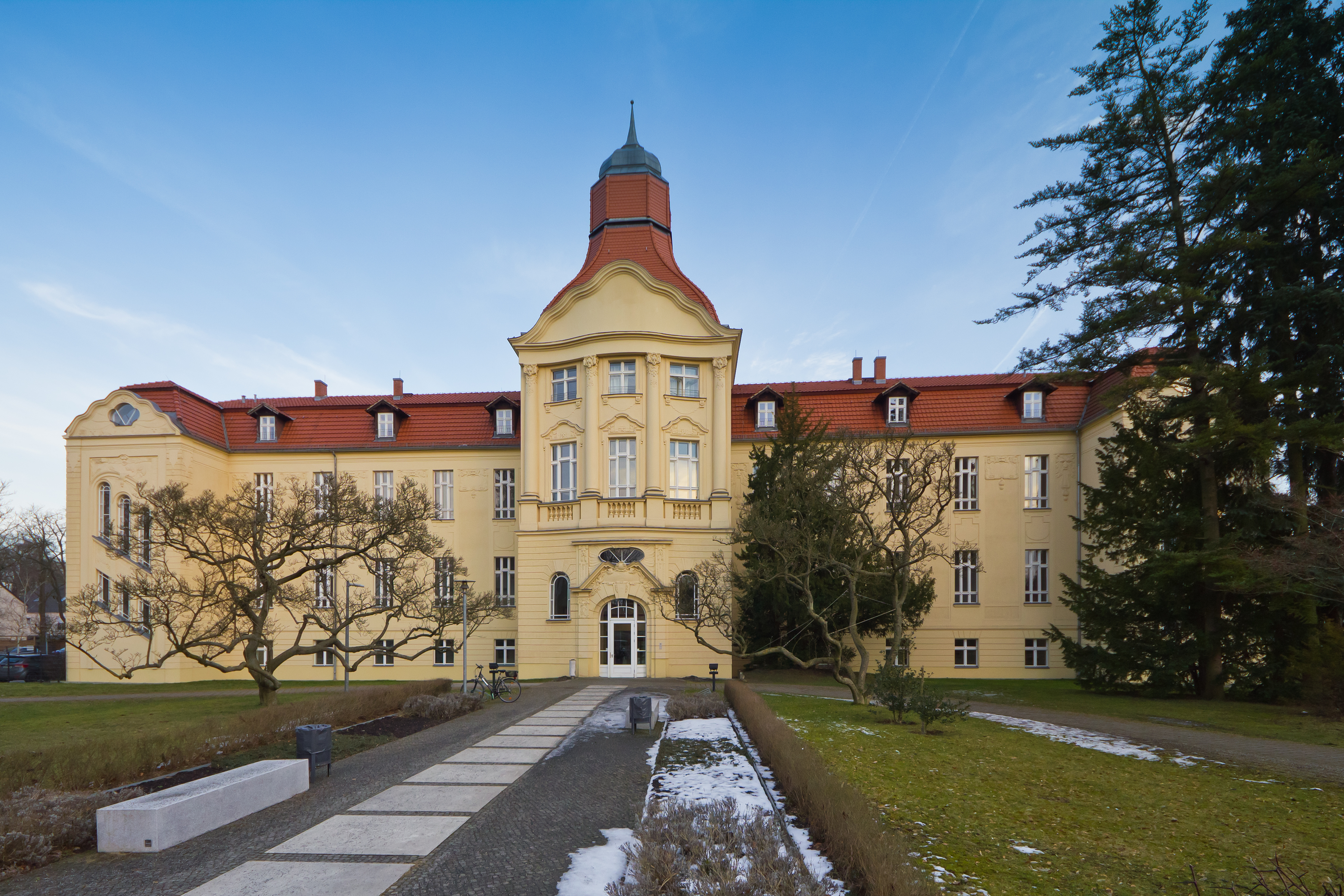
Früheres Haupthaus des Krankenhauses,
nun Verwaltungsgebäude des
Bundesverbandes des DRK

Das Rittberg-Krankenhaus wurde am 19. November 1904 als erstes homöopathisches Krankenhaus in Groß-Lichterfelde-West auf Initiative des noch heute bestehenden Berliner Vereins homöopathischer Ärzte und des reichen Rentiers Carl Ferdinand Wieseke eröffnet. Im 21. Jahrhundert dient das Gebäude als Verwaltungssitz des Bundesverbandes des Deutschen Roten Kreuzes.

## Homöopathisches Krankenhaus

### Beschreibung des Gebäudekomplexes
Anfang des 20. Jahrhunderts zeigte die Stadt Berlin kein Interesse an einem homöopathischen Krankenhaus; der Magistrat lehnte sowohl das Testament Wiesekes als auch entsprechende Gesuche des Berliner Vereins ab. Daher wurde das homöopathische Krankenhaus in Lichterfelde und nicht in Berlin gebaut. Der Verein erwarb ein Grundstück in Groß-Lichterfelde – bis 1920 eine eigenständige Gemeinde bei Berlin. Die Wieseke-Stiftung wurde zum Hauptgeldgeber für das Vorhaben. Als Bauherr diente der Verein Berliner Homöopathisches Krankenhaus. Der Architekt Theodor Thöns erhielt den Auftrag, das Gelände an der Carstennstraße zu bebauen.
Wie im ausgehenden 19. Jahrhundert üblich, legte Thöns viel Wert auf die Repräsentation. Von außen ließ nichts darauf schließen, dass es sich um ein Krankenhaus handelte. Das Gebäude ähnelt eher einem Schloss: Vom Grundriss her ist es eine dreiflügelige Anlage aus geputztem Mauerbau.
Die Hauptfassade des Gebäudes gliedert sich in Parterre, zwei Etagen und einem Dachgeschoss mit einem Mansardendach.
Insbesondere der Mittelbereich weist einige neubarocke Merkmale und dekorative Elemente auf: Der Mittelrisalit (Turmaufbau) hat drei Achsen und teilt sich in Erdgeschoss, Beletage und Mezzaningeschoss. Daran schließt sich ein geschweifter Giebel und als Dach eine Welsche Haube mit Aufbau an. Der Eingang ist von flachen Pilastern umrahmt und – wie auch die Fenster der Beletage – durch einen geschweiften Giebel bekrönt. Halbsäulen verbinden das Obergeschoss und das Mezzaningeschoss.
Der Bau von Thöns weist aber auch moderne Elemente auf: Die Eckrisalite des Haupthauses (= Treppenhaus) weisen Verzierungen zwischen den Fenstern auf, wie sie für den Jugendstil typisch sind, der zu diesem Zeitpunkt immer mehr dem Geschmack der Bevölkerung entsprach.
Ein interessantes Detail im Eingangsbereich sind zwei Reliefs: Sie zeigen zwei weibliche Figuren. Auf der rechten Seite der Tür hält sie einen Äskulapstab. Die Figur auf der linken Seite hält eine Schlange in ihren Händen, das Symbol der Homöopathie. Damit sollte die von den Krankenhausträgern angestrebte harmonische Verbindung von Schulmedizin und homöopathischer Medizin verdeutlicht werden.
Der Eingangsbereich (Vestibül) wurde vom Krankenhaus nach 1945 nicht genutzt. Er wurde erst durch das Generalsekretariat des Deutschen Roten Kreuzes wieder in dieser repräsentativen Form hergerichtet.
Auch wenn das Gebäude äußerlich konservativ gestaltet ist, war das Konzept des homöopathischen Krankenhauses bei seiner Eröffnung sehr modern. Als die homöopathische Heil- und Lehranstalt am 19. April 1904 feierlich eröffnet wurde, erfüllte die Klinik die damaligen Kriterien moderner Krankenhausmedizin. Bei der Vor- und Nachbehandlung stand die Therapie mit Licht, Luft und Diätetik sowie Bewegung im Vordergrund. Die Krankenzimmer hatten nicht mehr als vier Betten.
1920 wurde ein Gartenhaus als Heim für Heimatlose Kinder eingerichtet. Ab 1922 wurden auch kranke Kinder aufgenommen.
1927 folgte ein Erweiterungsanbau an der Murtener Straße am nordöstlichen Flügel des Hauptgebäudes. Es wurde in den Formen der Neuen Sachlichkeit – funktional und schnörkellos – errichtet. Er steht in seiner Schlichtheit im Kontrast zum Hauptgebäude. 
Die Kinderklinik, das Keudell-Haus, wurde 1927–1928 durch den Architekten Otto Bartning entworfen und auf dem Gelände erbaut.
1934 folgte ein weiterer Erweiterungsbau mit einer neuen Operationsabteilung, einer Entbindungsstation und einer Anzahl von Arztwohnungen.

### Medizinische Einrichtungen
Zu Beginn des Ersten Weltkriegs wurde in dem Krankenhaus teilweise ein Rot-Kreuz-Lazarett eingerichtet und als „Lazarett Gräfin Rittberg“ geführt. Noch vor Ende des Krieges musste die Klinik aus wirtschaftlichen Gründen schließen. Das Gebäude stand dann für einige Zeit leer und wurde im September 1918 an den Gräfin-Rittberg-Schwestern-Verein verkauft, der sich später den Vereinen vom Roten Kreuz anschloss.
Das Krankenhaus besaß 1931 folgende Kliniken und Fachabteilungen:
- Allgemeinmedizin,
- Inneres,
- Chirurgie,
- Hals-, Nasen-, Ohren- und Augenkrankheiten,
- Frauenklinik,
- Entbindungsanstalt

in der Carstennstraße sowie eine
- Säuglings- und Kinderklinik

in der Berner Straße.
Das Krankenhaus wurde aufgrund einer 1995 beschlossenen Krankenhausreform geschlossen und stand bis 1999 leer.

## Rittberg-Krankenhaus
Mit dem Erwerb des Gebäudes dienten die Einrichtungen dem Schwesternverein als Mutterhaus und als zentrales Krankenhaus für den Einzugsbereich Lichterfelde mit eigener Ausbildungsstätte für die Krankenpflege. Zu Ehren der Gründerin des Gräfin-Rittberg-Schwestern-Vereins Hedwig von Rittberg wurde das homöopathische Krankenhaus in Rittberg-Krankenhaus umbenannt.
Mit der Gleichschaltung durch das NS-Regime im Jahr 1938 wurde der Besitz des Schwesternvereins an die Gesamtorganisation des Deutschen Roten Kreuzes abgegeben und dem Schwesternverein die Leitung des Krankenhauses entzogen. Erst nach 1945 erhielten sie diese zurück.

## DRK-Generalsekretariat
Im seit 1995 leerstehenden Krankenhaus fand das Generalsekretariat des DRK ein geeignetes Verwaltungsgebäude für seinen Umzug von Bonn nach Berlin und schloss 1999 einen Pachtvertrag mit der Berliner Schwesternschaft.
Anschließend wurde das Krankenhaus nach den Plänen der Architekten Dietsch und Ranter zu dem heutigen Verwaltungsgebäude umgebaut und erweitert (November 1999 bis Ende 2000). Der bestehende Altbau wurde durch mehrere Neu- und Anbauten ergänzt, darunter ein viergeschossiger winkelförmiger Verwaltungsneubau mit Tiefgarage, das Gebäude für den Verband der Schwesternschaften vom Roten Kreuz und das Konferenzzentrum.
Zahlreiche Funktionsbauten, insbesondere aus der Zeit nach 1945 wurden abgerissen, so zum Beispiel der frühere Kreißsaalkomplex oder auch die von Otto Bartning erbaute Kinderklinik.
Erhalten blieben lediglich das Hauptgebäude und der schlichte Anbau von 1927. Beide stehen unter Denkmalschutz.
An der Rückseite befindet sich eine neue verglaste Aufzugsanlage, die eine Verbindung zwischen Innen- und Außenraum schafft. Durch die Rekonstruktion der früheren U-Form wird der vorhandenen Parkanlage mit ihrem alten Baumbestand ein Rahmen verliehen.

## Grabanlage
Auf dem Gelände des Rittberg-Hauses befindet sich eine Grabanlage. Es handelt sich um ein Gemeinschaftsgrab vom April 1945, in dem mindestens 40 Personen bestattet sind. Sie konnten infolge der Kriegswirren nicht auf dem Friedhof beerdigt werden, was in Berlin jedoch nicht ungewöhnlich war. Es gibt eine Reihe von Berliner Krankenhäusern mit solchen Kriegsgräbern. Bei zwölf der dort begrabenen Personen handelt es sich um Opfer von Krieg und Gewalt. Daher besteht für die als Kriegsgrab geschützte Grabanlage ein Dauerruherecht.
Begraben sind zum Beispiel Frauen, die sich aus Angst vor Vergewaltigungen durch die seit dem 22. April vorrückenden russischen Truppen das Leben nahmen. Auch der damalige Chefarzt und Leiter der Geburtshilflich-Gynäkologischen Abteilung des Krankenhauses, Kurt-Otto von Stuckrad, nahm sich mit seiner Frau und seinen beiden erwachsenen Töchtern das Leben.
Neben diesen Opfern von Krieg und Gewalt sind in dem Grab Bürger aus Lichterfelde, die eines natürlichen Todes starben, und Patienten des Krankenhauses begraben, unter anderem Säuglinge aus der Kinderklinik, die an Mangelernährung litten. Einige von ihnen waren zuvor aus Landsberg an der Warthe nach Berlin gekommen. Bei ihnen handelte es sich wohl um elternlose Flüchtlingskinder, die in die Kinderklinik aufgenommen worden waren.